# Ferdinánd Szénasi
Ferdinánd Szénasi, též Ferdinánd Szénási (* 14. ledna 1929), byl československý politik Komunistické strany Slovenska ze Slovenska maďarské národnosti a poslanec Sněmovny národů Federálního shromáždění za normalizace.

## Biografie
K roku 1971 se uvádí jako předseda JZD. Ve volbách roku 1971 zasedl do slovenské části Sněmovny národů (volební obvod č. 87 – Kolárovo, Západoslovenský kraj). Ve FS setrval do srpna 1975, kdy rezignoval a jeho křeslo zaujal Jozef Csémi.